# Octante trois psaumes de David
Octante trois psaumes de David är en koralsamling med psaltarpsalmer (Davidspsalmer) från 1551 av "de l'imprimerie de Jean Crespin". 
Av 1921 års koralbok med 1819 års psalmer framgår att en melodi är hämtad härur, men melodin beskrivs med orden: "En, som det vill synas, blott i Sverige använd form av en gammal hugenottmelodi, första gången tryckt i Octante trois psaumes de David - de l'imprimerie de Jean Crespin, som troligtvis har ett med denna gemensamt, möjligen tyskt, ursprung". Melodin används för psalmerna nr 23 och 142. Den kallas ibland Old 100th eftersom den i den franska koralboken användes för en psalm baserad på Psaltaren 100. Melodin verkar ej förekomma i 1695 års psalmbok. Psalmen Hela världen fröjdes Herran som är baserad på Psaltaren 100 har en annan melodi.

## Psalmer
- O Herre Gud, oändelig (1819 och 1937 nr 23) "Melodins huvudtext"
  - Betrakten väl de tio bud (1819 nr 142, 1937 nr 178)
  - Vår Gud, till dig du skapat oss (1986 nr 337)
  - Så älskade Gud världen all (1937 nr 31, 1986 nr 28)

- Såsom hjorten träget längtar (1695 nr 53, 1819 nr 460, 1937 nr 358) "Melodins huvudtext"
  - Jesus, djupa såren dina (1695 nr 151, 1819 nr 77, 1937 nr 77, 1986 nr 441)
  - Kom, min kristen, Gud till ära (1695 nr 198, 1819 nr 217, 1937 nr 399)
  - Bort med tanken, sorgsna hjärta (1695 nr 243, 1819 nr 192, 1937 nr 362, 1986 nr 241)
  - Jesu, lär mig rätt betrakta (1819 nr 48, 1937 nr 39)
  - Lyssna, hör, du höga himmel (1937 nr 73, 1986 nr 448)
  - Allt är redo! Lyssna alla! (1937 nr 256, 1986 nr 534)
  - Jesu, gör mig så till sinnes (1819 nr 129, 1937 nr 392)
  - En gång dö och sedan domen (1695 nr 405, 1819 nr 449, 1937 nr 590, de äldre hade en annan melodi)
  - Herren är mitt lius och hälsa (1695 nr 44)
  - Ack, hur stort är mitt elände (1695 nr 254)
  - Lyssna Sion! Klagan ljuder (1937 nr 249)